# Johan Browallius
Johan Browallius (født 30. august 1707, død 25. juli 1755) var en svensk biskop, videnskabsmand og politiker. 
Browallius blev 1731 præst,
1737 Prof. i Åbo, først i Fysik, senere i Teologi,
samt 1749 Biskop og Prokansler smst.; i alle
sine Embeder udmærkede han sig ved en
overordentlig Nidkærhed. B. var en lige saa
produktiv som mangesidig Forf. Han har efterladt
sig Skr i Teologi, Filosofi, Opdragelseslære,
Sprog- og Naturvidenskab og udgav fl.
Tidsskrifter af moraliserende ell. økonomisk
Indhold. Mest kendt er dog B. som Politiker.
Under de to Rigsdagssamlinger (1746-47,
1751-52), i hvilke han deltog, var han Hattenes
ivrigste Forkæmper. I sin Betænkning »om irriga
begrepp rörande fundamentallagen«, et af de
mærkeligste Skr i Datidens Statsret, viser han
sig som den mest fremragende Talsmand for
Stændernes Enevælde. 
- De scientia naturali, eiusque methodo, 1737